# Ankh: The Tales of Mystery
Ankh: The Tales of Mystery è il primo videogioco di una serie inventata dalla Artex Software. È stato lanciato nel 1998 su macchine RISC Acorn Archimedes, ed è un'avventura grafica ambientata nell'antico Egitto.
Il gioco è stato usato come strumento didattico in alcune scuole inglesi.
Il sequel è Ankh, pubblicato per PC nel 2005.
Il terzo episodio è Ankh: Il cuore di Osiride, uscito nel 2006.